# Condamné à être pendu
Pour plus de détails, voir Fiche technique et Distribution.
Condamné à être pendu (Law of the Lawless) est un film américain réalisé par William F. Claxton, sorti en 1964.

## Fiche technique
- Titre original : Law of the Lawless
- Titre français : Condamné à être pendu
- Réalisation : William F. Claxton
- Scénario : Steve Fisher
- Musique : Paul Dunlap
- Direction artistique : Hal Pereira, Al Roelofs (de)
- Décors : Sam Comer, Darrell Silvera
- Photographie : Lester Shorr (en)
- Son : Frank McWhorter, John Wilkinson
- Montage : Otho Lovering
- Production : A. C. Lyles
- Société(s) de production : A. C. Lyles Productions
- Pays de production :  États-Unis
- Format : Couleur
- Genre : Western
- Durée : 87 minutes
- Dates de sortie :
  - USA : 18 mars 1964
  - France : 3 juin 1964
- Affiche : Macario Gómez Quibus (Espagne)

## Distribution
- Dale Robertson : Judge Clem Rogers
- Yvonne De Carlo : Ellie Irish
- William Bendix : Sheriff Ed Tanner
- Lon Chaney Jr : Tiny
- Bruce Cabot : Joe Rile
- John Agar : Pete Stone